# Nus Ashley

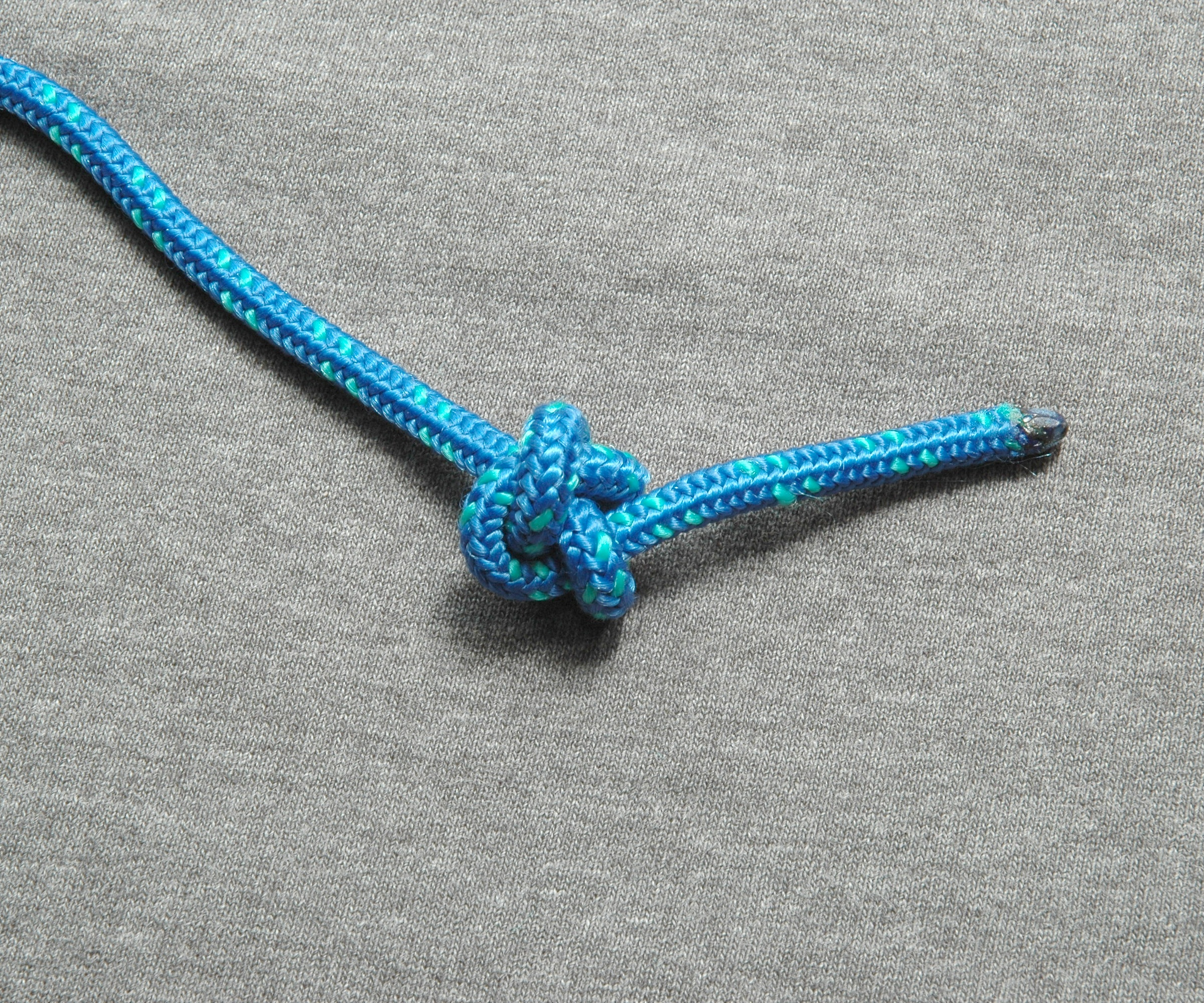
Nus Ashley.

El  nus Ashley , és un nus desenvolupat per Clifford W. Ashley al voltant de 1910.
Ashley va desenvolupar aquest nus en intentar reproduir un nus que va veure en un vaixell d'una flota de vaixells dedicats a la pesca d'ostres.